# Aposthonia micronesiae
Aposthonia micronesiae is een insectensoort uit de familie Oligotomidae, die tot de orde webspinners (Embioptera) behoort. De soort komt voor in diverse eilanden in de Grote Oceaan.
Aposthonia micronesiae is voor het eerst wetenschappelijk beschreven door Ross in 1955.